# Almir Narayamoga Suruí
Almir Narayamoga Suruí (aldeia Lapetanha na Terra Indígena Sete de Setembro - Cacoal, 19 de agosto de 1974) é um líder indígena brasileiro.
Nasceu cinco anos depois do primeiro contato do povo Paiter Suruí com não-indígenas, que haviam chegado a Rondônia durante as migrações da década de 1970. É filho do Labiway (líder) Marimop Suruí e de Weytã Suruí, pertencendo ao clã de guerreiros Gameb dentro do Povo Paiter Surui.
Aos 15 anos, mesmo falando com dificuldade a língua portuguesa, foi estudar Biologia Aplicada na Universidade Católica de Goiás. De volta a Rondônia, atuou na Associação Metareilá do Povo Indígena Suruí, promovendo a defesa do meio ambiente e da cultura indígena. É o pai da ativista dos direitos humanos e ambientalista Txai Suruí.
Na década de 1990, começou a buscar parceiros para pesquisas de cultura e socioeconomia. Conseguiu inicialmente o apoio da Fundação Nacional do Índio e do Ministério do Meio Ambiente. Desenvolveu então com pesquisadores da Associação de Defesa Etnoambiental Kanindé uma metodologia de diagnósticos etnoambientais participativos e planos de gestão de terras indígenas, aplicado posteriormente em outras terras indígenas no Brasil.
Diante do problema do tráfico ilegal de madeira, implantou um projeto de reflorestamento em 2005. Cobrou do governo federal as medidas necessárias para proteger a Terra Indígena Sete de Setembro, ameaçada pela ação dos madeireiros. Aceitou o convite para dirigir o Departamento Etnoambiental da COIAB, em Manaus, como forma de escapar das ameaças que vinha sofrendo em sua terra natal.
Em 2007, tornou-se conselheiro do Conselho Nacional de Politica Indigenista (CNPI), em que defendeu suas propostas de gestão das terras indígenas. No mesmo ano, propôs à Google um projeto de utilização de imagens de satélite da reserva Suruí para um mapeamento étnico da região, catalogando aldeias, cemitérios, locais de confrontos e outros pontos de interesse da comunidade.
Durante a reunião da COP 15 em Copenhague, em 2009, apresentou o Projeto de Carbono Suruí, ganhando o Prêmio Maia Lin. Recebeu em 2011 o prêmio de liderança da Bianca Jagger Human Rights Foundation. Foi considerado pela revista Fast Company a pessoa mais criativa em negócios no Brasil.
Vítima de inúmeras ameaças de morte desde 2012, o cacique Almir vive protegido por dois guarda-costas das forças especiais da Polícia Federal do Brasil. Em 2020, a Funai abriu inquéritos contra Almir Narayamoga Suruí. O Governo Federal culpabilizou a liderança indígena pelas queimadas ocorridas na Amazônia e no Pantanal. O processo só foi arquivado, pela Polícia Federal, em 2021.

## Carreira política
Como candidato à legislatura federal de Rondônia nas eleições de 2022 para o Partido Democrático Trabalhista, promoveu a causa indígena e defendeu uma política que respeitava o planeta. Obteve 3.901 votos (0,45% dos votos) e não conseguiu ser eleito.

## Publicações
Com Corine Sombrun, Sauver la planète. Le message d'un chef indien d'Amazonie. Albin Michel, mars 2015., (EAN 9782226257055)